# Eremazus marmottani
Eremazus marmottani är en skalbaggsart som beskrevs av Leon Fairmaire 1870. Eremazus marmottani ingår i släktet Eremazus och familjen Aegialiidae. Inga underarter finns listade i Catalogue of Life.